# 刘建新 (1955年)
刘建新（1955年12月—），男，汉族，甘肃静宁人，中华人民共和国政治人物，现任新疆维吾尔自治区政协副主席、新疆维吾尔自治区人民政府党组成员。